# Татранская полёвка
Татранская полёвка (лат. Microtus tatricus) — вид грызунов рода серых полёвок, распространенный в Восточной Европе.
Длина тела от 8 до 11 см, хвост до 40 % длины тела — 36—42 мм, на ступнях задних лапок обычно только 5 мозолей, глаза малые (до 2 мм), уши едва выступают из меха; мех спины длинный, тёмно-бурый, низ белый, у самок грудные соски отсутствуют (2 пары паховых). Длина лапок более 15,5 мм (часто 16—17). Вес 13—35 г.
Надежным диагностическим признаком M. tatricus является её кариотип. Диплоидное число хромосом и основные характеристики кариотипа (2N = 32, NF = 46) уникальны для полёвок рода Microtus. Этот вид генетически наиболее близок к Microtus multiplex, Microtus liechtensteini и Microtus bavaricus. Он первым отделился от их общего предка. Самые древние ископаемые остатки этого вида, обнаруженные на сегодняшний день, датируется голоценом. 

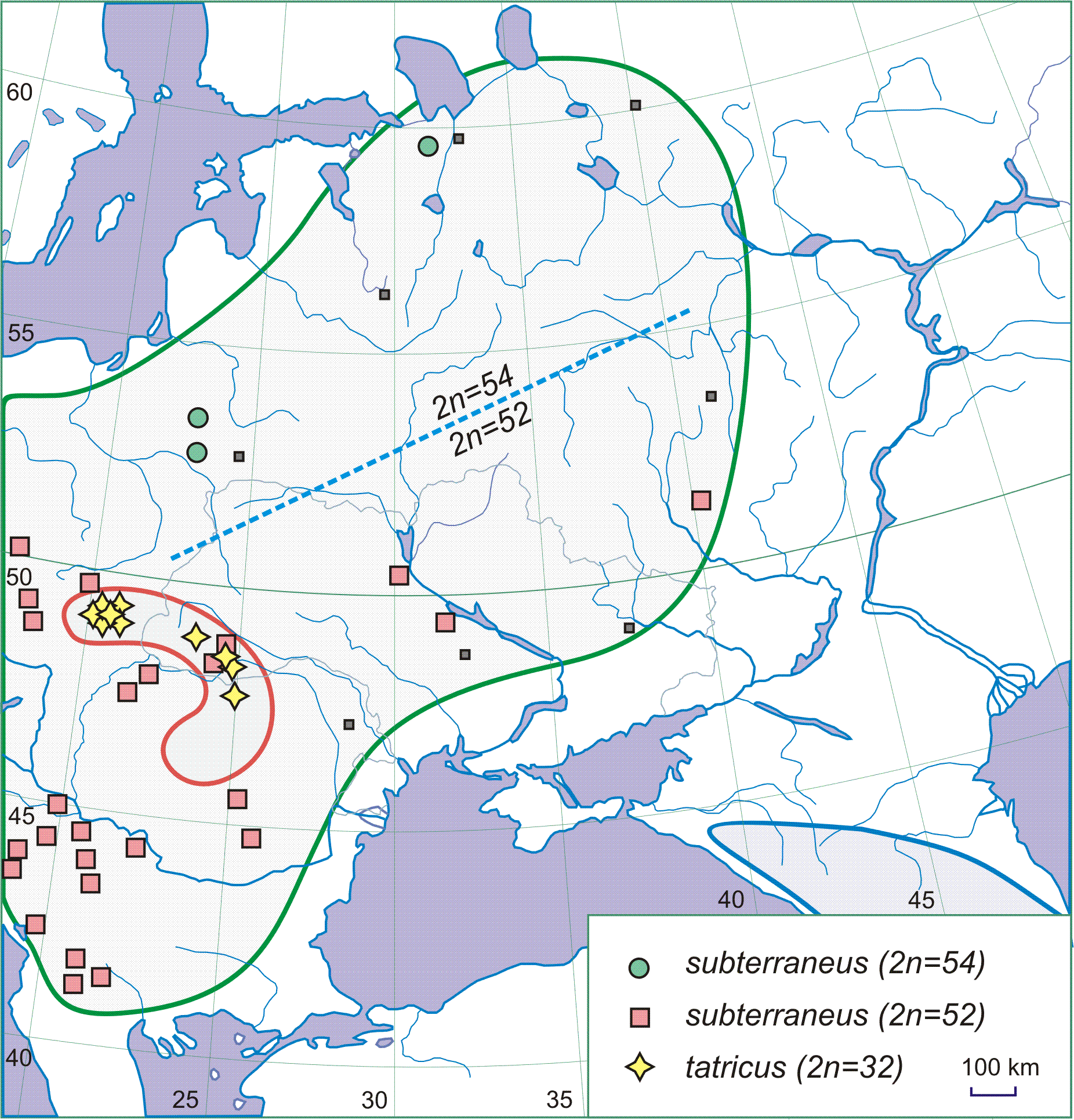
Ареалы полёвок (Terricola) в Восточной Европе. Находки татрской полёвки показаны звездочками и обведены пунктиром (по: Загороднюк, 2005)

Основной ареал — Польша и Словакия, также встречаются в украинских и румынских Карпатах. Общий ареал занимает менее 2000 км². Встречается на высоте от 650 до 2350 метров над уровнем моря. Довольно редкий вид, общее количество может составлять 200 000—250 000 особей. Ареал сильно фрагментирован. Живут в елово-буковых лесах с развитым подлеском.
Ведёт норный образ жизни и имеет круглогодичную сумеречно-ночную активность. Питается зелёными частями травянистых растений. Рожает 1-2 раза в год, в среднем по 3 детёныша. Популяционные волны не выразительные, темпы размножения низкие.